# Píteas
|  | Per a altres significats, vegeu «Píteas (desambiguació)». |

Píteas (grec antic: Πυθέας)  (Massàlia, c. 359 aC - c. 289 aC) va ser un matemàtic, astrònom i explorador grec qui va viure a la colònia grega de Massàlia. Entorn del 330 aC va navegar del sud de la Gàl·lia fins a les Illes Britàniques per la banda de l'Atlàntic, descrivint les regions que anava visitant en una obra perduda però citada per autors de l'època com Estrabó (que el considerava un fabulador), Polibi o Plini. Hi ha un cràter de la Lluna que porta el seu nom.

## L'obra
No existeix cap prova directa de les navegacions de Píteas, i els textos que narren els seus viatges solen mostrar-se escèptics. Segons Estrabó, Píteas no tenia diners i no hauria pogut pagar una expedició d'aquest tipus, de manera que és possible que el financessin els governants de la colònia o un client ric que volgués trobar una ruta per transportar l'estany d'Europa septentrional a través del mar.
La seva obra estava dividida en dues parts, cadascuna de les quals representava un dels viatges; una portava el títol de Περὶ τοῦ Ὠκεανοῦ ('Sobre l'Oceà'), on devia narrar el seu viatge a les Illes Britàniques, i l'altra Περίπλους o Γῆς περίοδος ('Periple de la Terra'), on relata el seu segon viatge a l'Elba i el Rin.
En el primer viatge, Píteas va partir de la colònia grega de Massàlia (actual Marsella) amb un trirrem d'uns 45 a 50 metres d'eslora, amb el qual va travessar l'estret de Gibraltar fins al Promontori Sagrat i va vorejar la costa gal·la fins a arribar a Gran Bretanya. Concretament va desembarcar a la costa de Càntion (actual Kent) i va seguir a peu fins a Belèrion, a Cornualla (Gran Bretanya).
Després de tornar al seu vaixell va continuar viatge cap al nord fins a arribar a les illes Shetland, on va tenir coneixement de l'existència d'una terra àrtica a sis dies de navegació anomenada Tule (límit, en saxó antic), que no va poder travessar. Aleshores va baixar pel Mar del Nord, visitant les seves illes fins a la costa de Germània. El segon viatge narra un periple per la costa sud de la Mediterrània fins a l'Elba i al Rin.
Entre les referències que dona per ubicar aquests viatges es troba la de Finisterre, que anomena Estrimnis, i el territori poblat pels ostidamnes, amb algunes illes properes, la més gran de les quals era Uxísama, a tres dies en vaixell. Parla també dels gutones o gotones, que vivien damunt de Germània i tocaven a un golf anomenat Mentonomon, amb una illa anomenada Abalus on l'ambre (conegut a l'època com electrum) arribava per les onades a la primavera i els seus habitants el feien servir per cremar i el venien al poble veí dels teutons.

## Troballes de Píteas
- Va ser el primer grec a travessar les anomenades columnes d'Hèrcules, considerades la fi del món civilitzat.
- Va descriure els costums necròfags dels pobles irlandesos.
- Va descobrir que la gent de les illes britàniques en comptes de vi bevien Curmí (cervesa), una beguda desconeguda al Mediterrani.
- Va descriure els pobles dels pictes, els britons i diverses tribus germàniques, diferenciant-les de les celtes.
- Va citar per primer cop el cercle polar àrtic, parlant de fenòmens com el sol de mitjanit o l'aurora polar.
- Va iniciar el mite de Tule, illa que potser és Islàndia o la costa de Noruega.
- Va donar suport a la hipòtesi que la Terra era rodona i va aproximar el seu diàmetre.
- Va dur a terme mesures molt precises de la latitud.
- Va descriure la marea (desconeguda al Mediterrani) i la va lligar a les fases de la Lluna.
- Va proposar que les hores tinguessin sempre la mateixa durada (a l'època es feien canviar per aconseguir que el dia i la nit tinguessin sempre dotze hores amb el canvi de les estacions).
- Va escriure la primera menció de Britànnia, mesurant la seva àrea amb un error de sols el 2,5%.
- Va ser el primer a considerar Hispània una península.
- Va mencionar per primer cop un mar gelat.